# Nissan Ariya
A Nissan Ariya egy akkumulátoros elektromos meghajtású kompakt crossover SUV autótípus. 2020 júliusában mutatták be, mint a Nissan által gyártott első akkumulátoros elektromos SUV-t.

## Áttekintés
Eredetileg 2021-ben, 40 000 dolláros indulóáron jelent meg a piacon, az Ariya szériaváltozatát 2020 júliusában mutatták be. A COVID-19 világjárvány okozta chiphiány miatt az Ariya piacra dobását 2022-re halasztották az eredeti, 2021-es tervekhez képest.

Az Ariya elsőkerék-meghajtású és összkerékhajtású (e-4ORCE) változatban is kapható, valamint 63 kWh vagy 87 kWh akkumulátormérettel. A 63 kWh-s akkumulátor csak az Engage alapburkolaton érhető el. Az Ariya alaptechnológiája magában foglalja a Nissan Safety Shield 360 rendszerét, amely magában foglalja a ProPILOT vezetőt segítő rendszert. Egyes felszereltségeknél elérhető a fejlettebb ProPILOT 2.0 rendszer, amely bizonyos körülmények között lehetővé teszi a kéz nélküli vezetést.

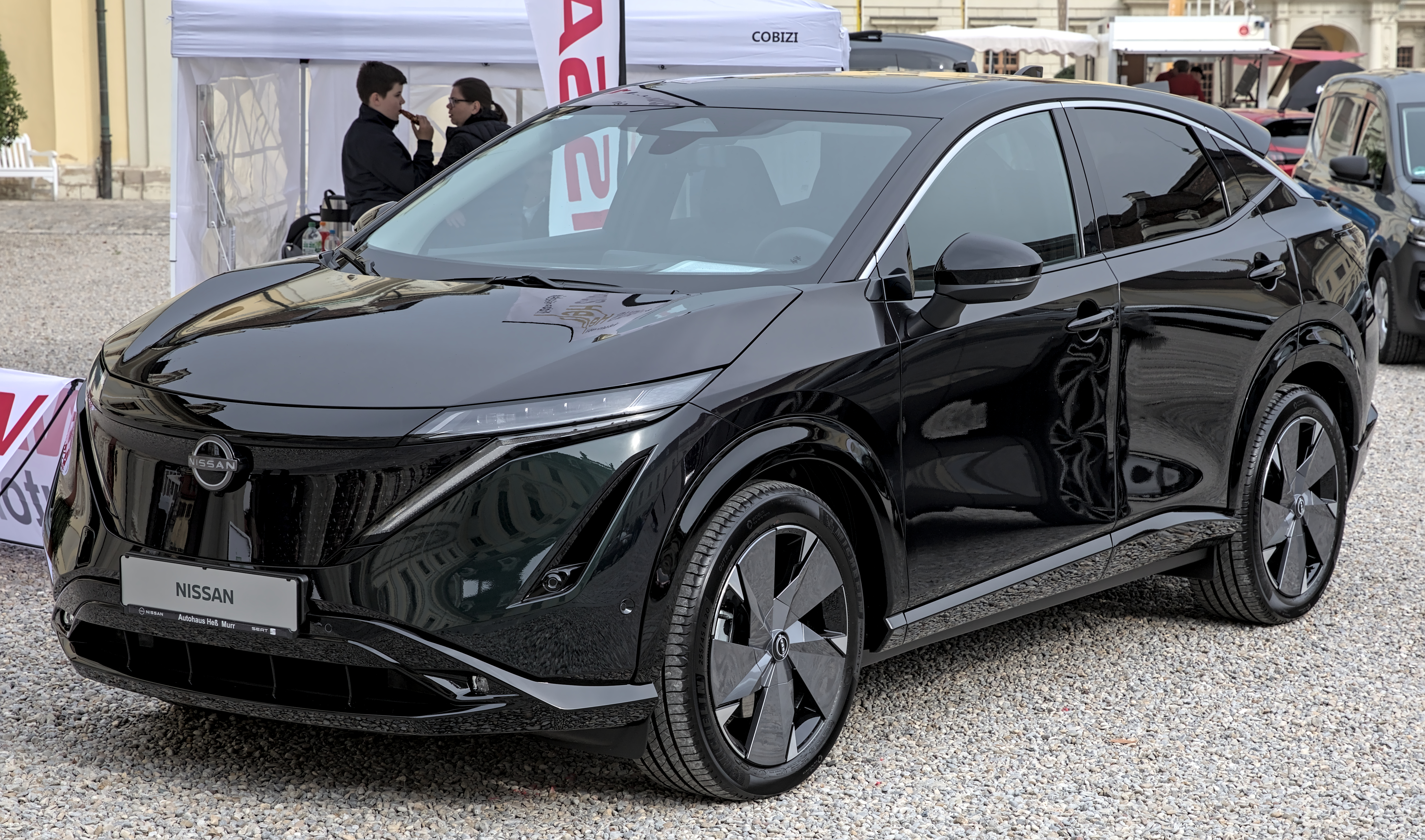
Elölnézetből
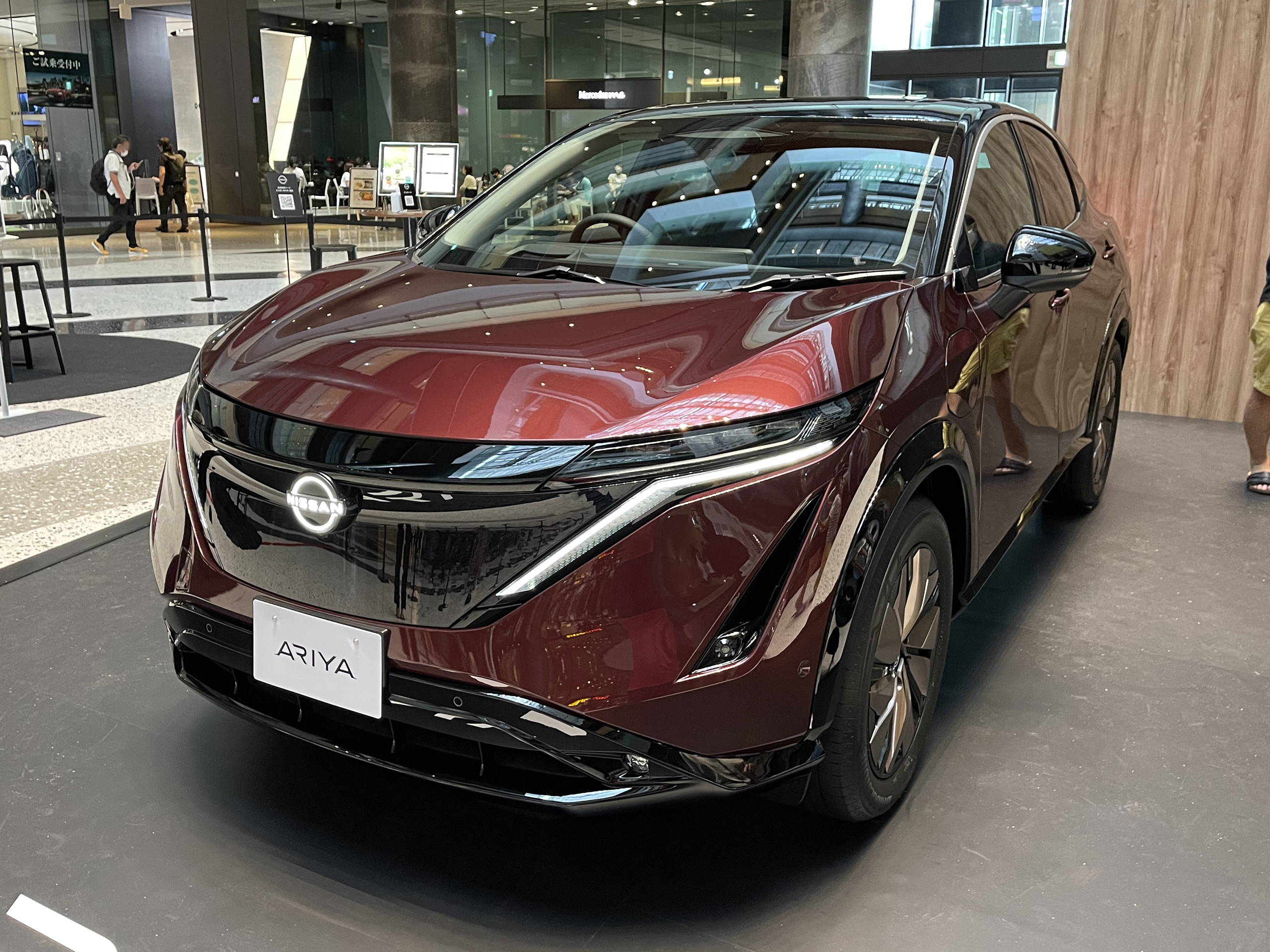
Elölnézetből
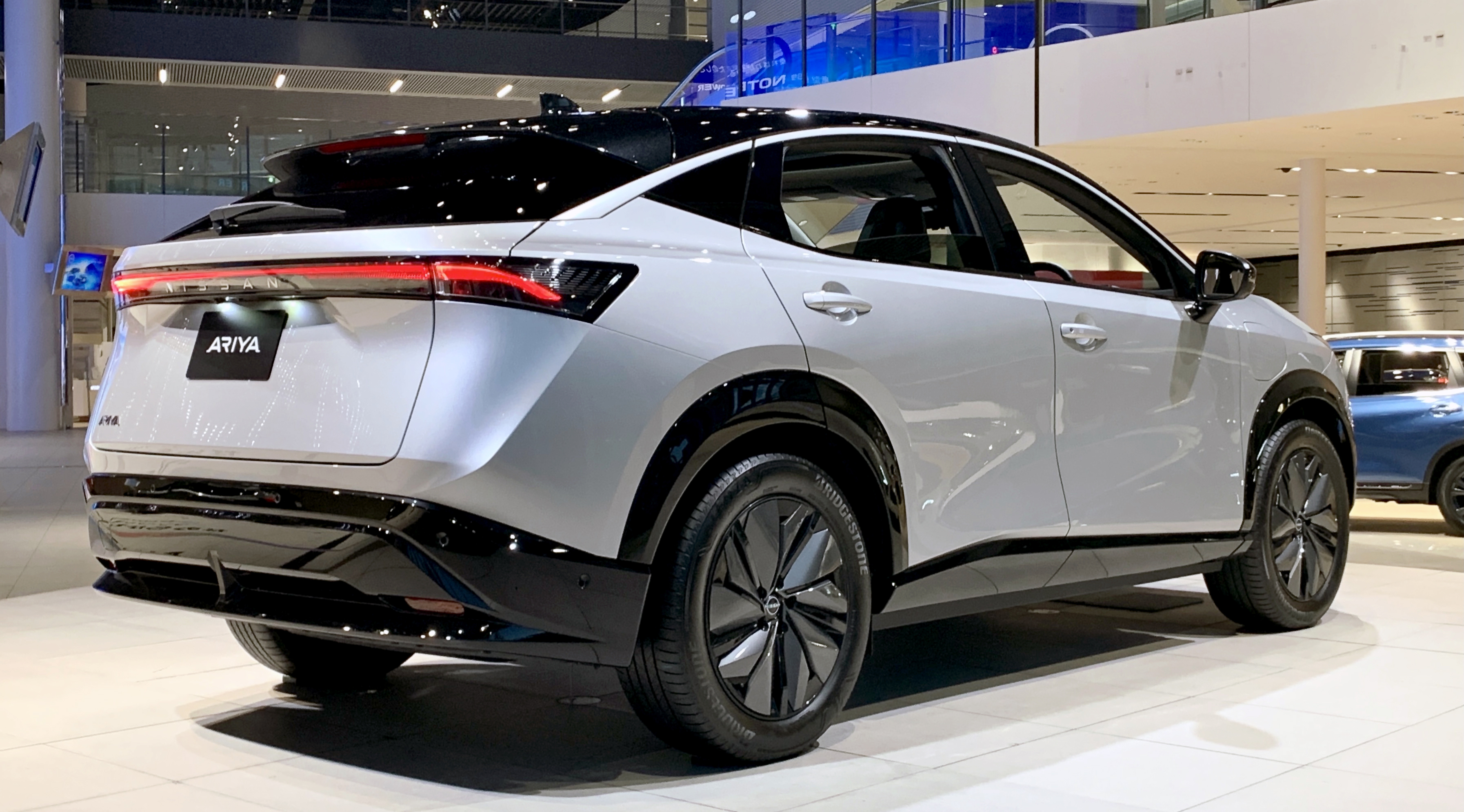
Hátulnézetből
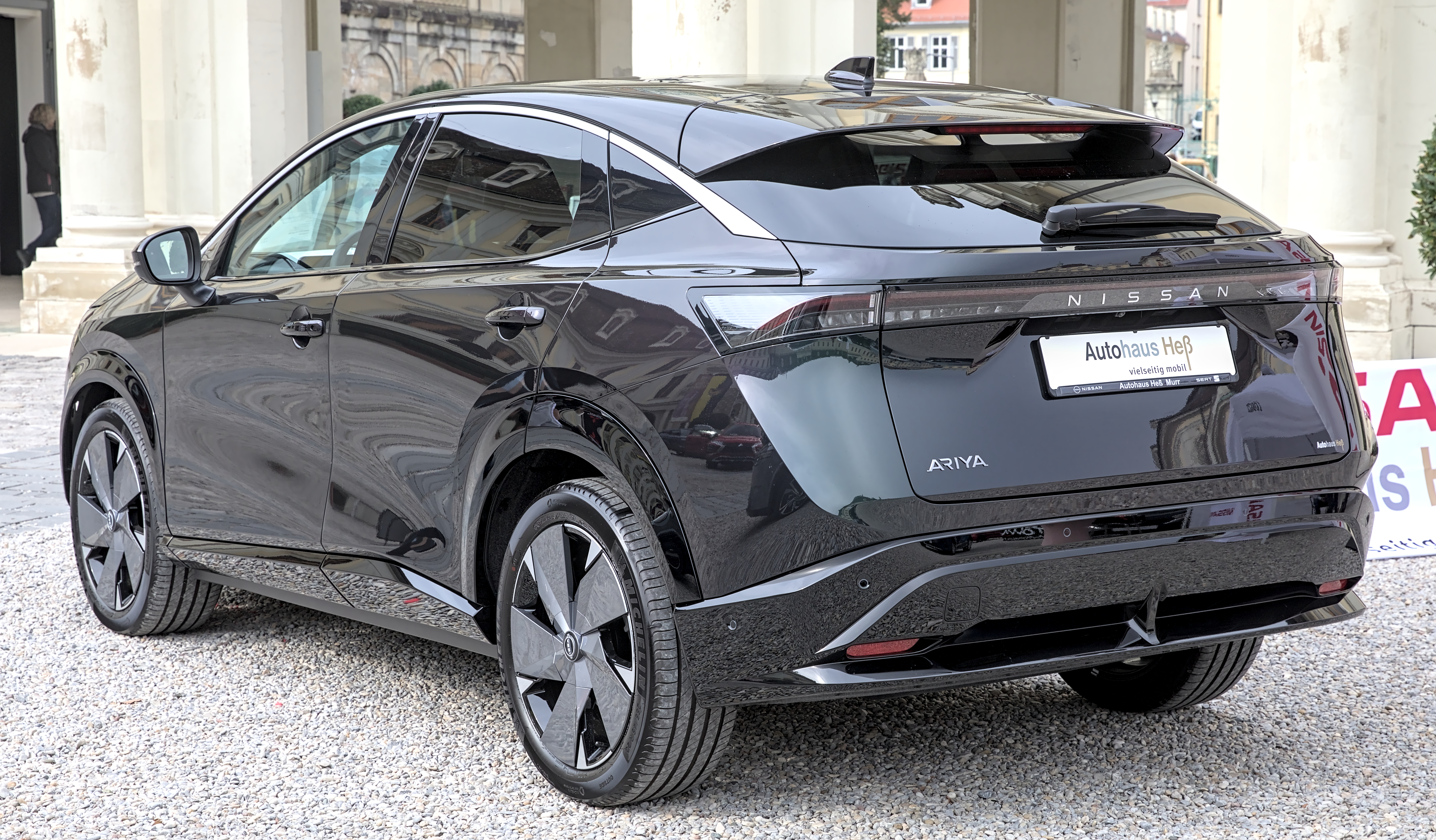
Hátulnézetből
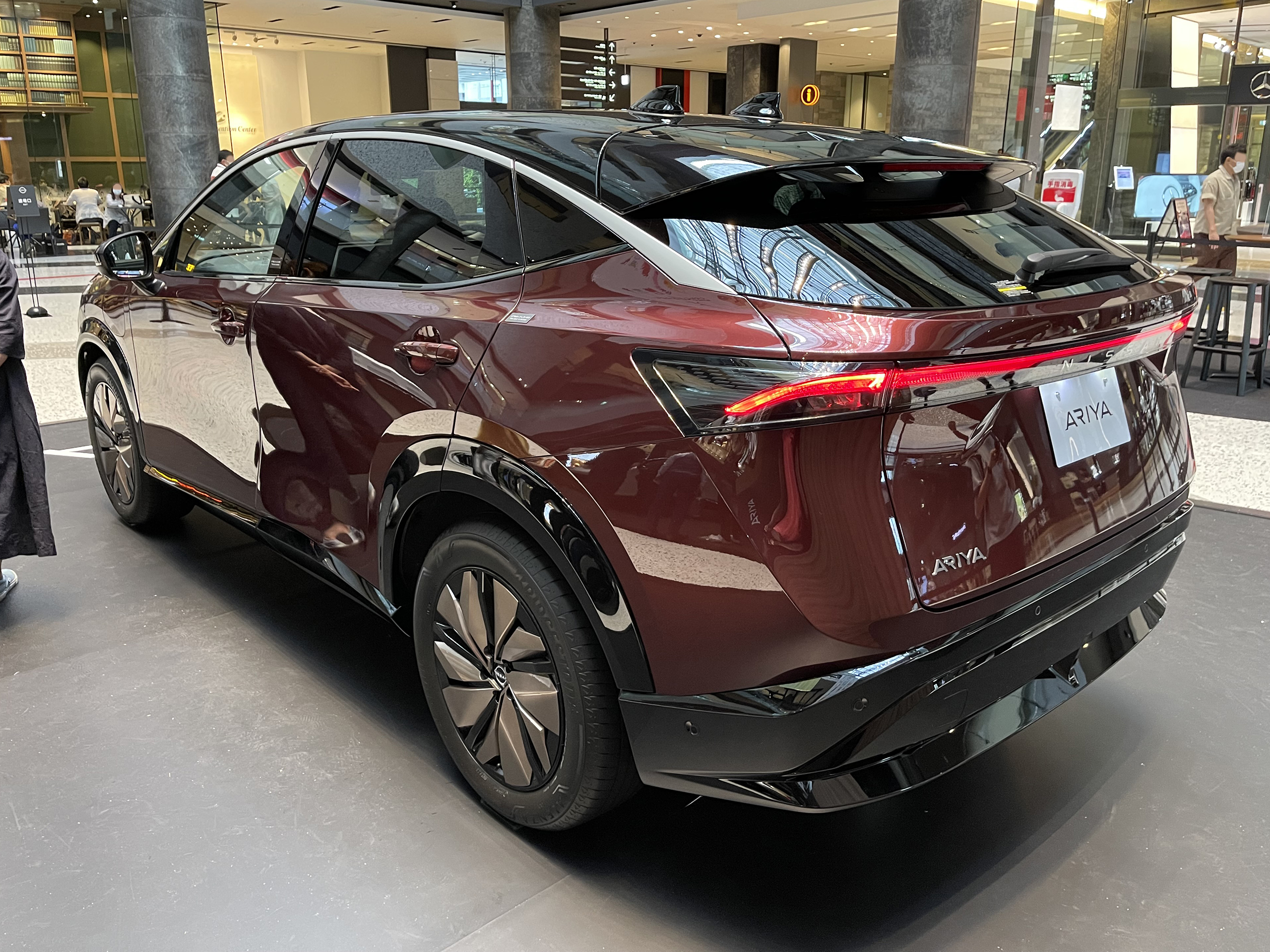
Hátulnézetből
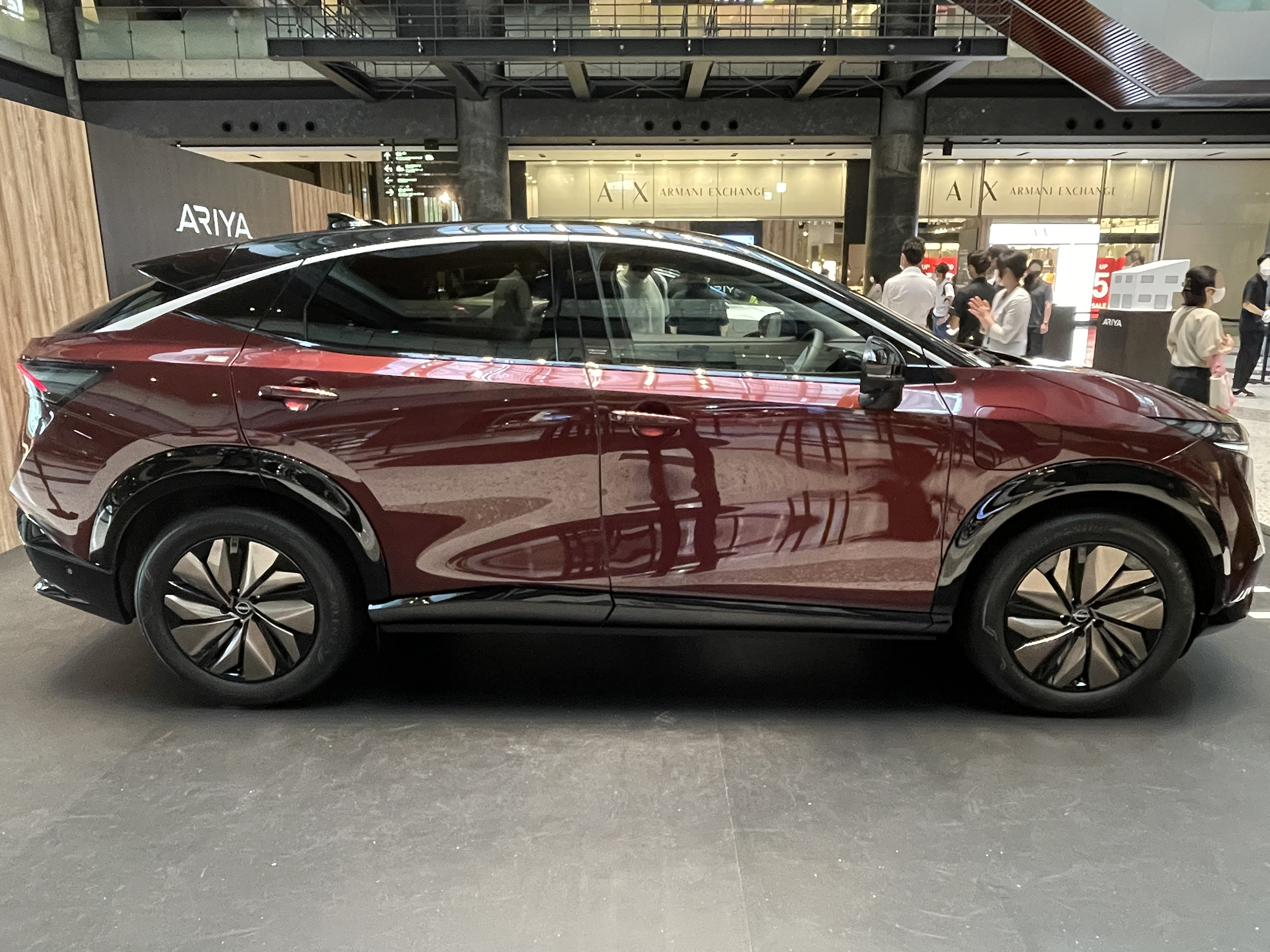
Oldalnézetből
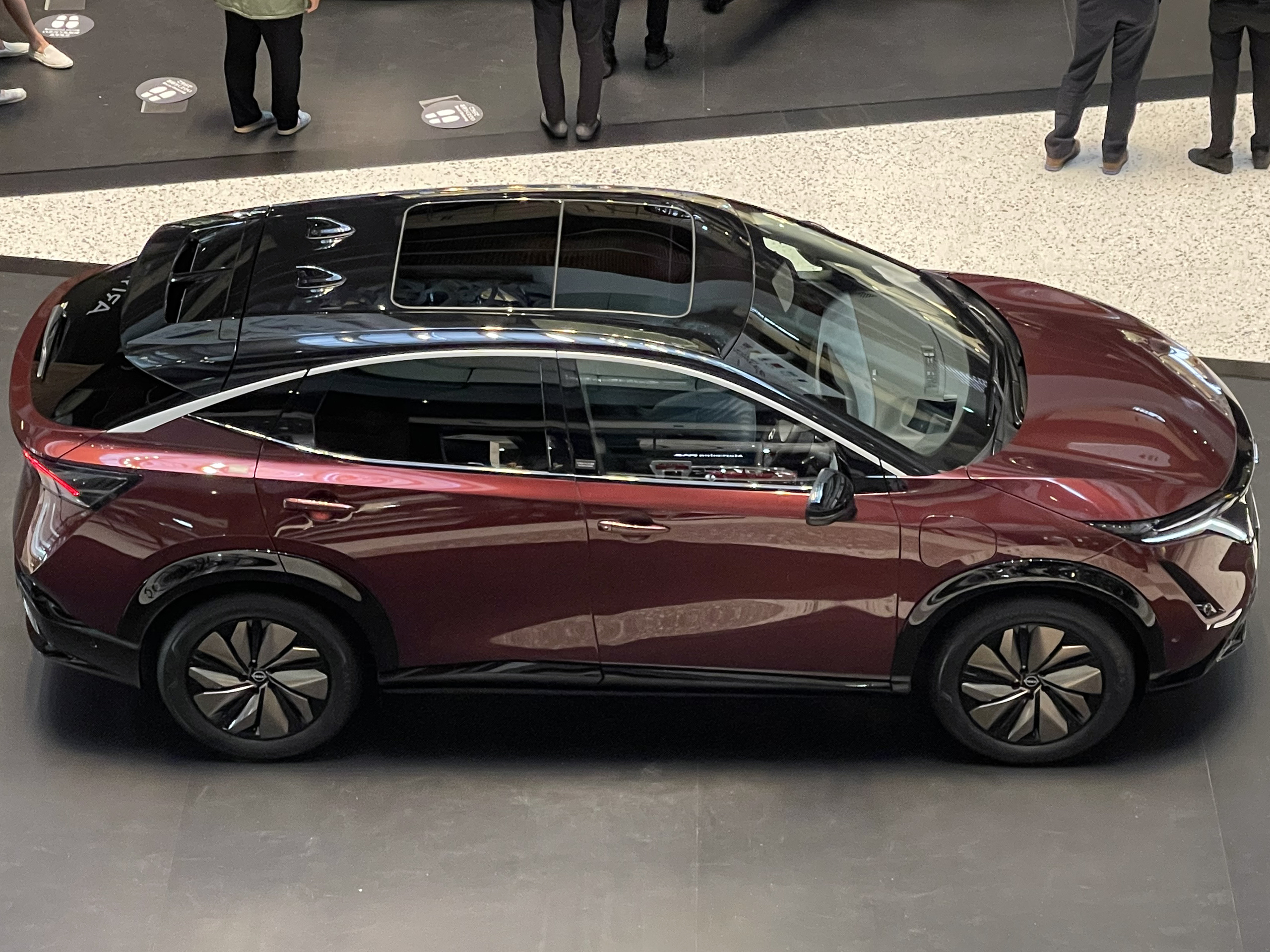
Felülnézetből
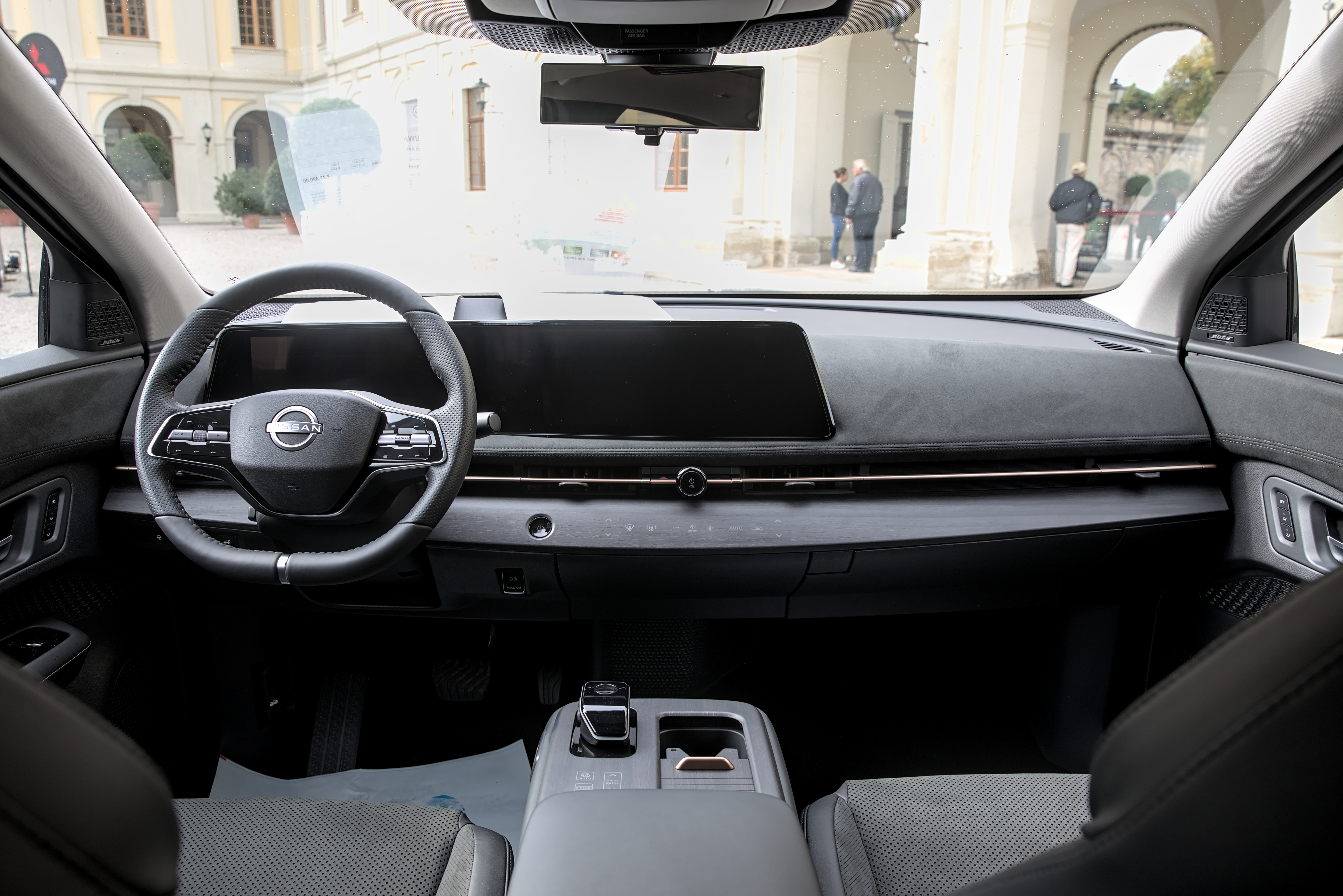
A Nissan Ariya belső tere

## Leírás
| Modell                                  | Standard tartomány | Standard tartomány | Kiterjesztett hatótáv | Kiterjesztett hatótáv | Kiterjesztett hatótáv | Kiterjesztett hatótáv | Kiterjesztett hatótáv | Kiterjesztett hatótáv | Kiterjesztett hatótáv |
| Erőátvitel                              | FWD                | AWD                | FWD                   | AWD                   | AWD Performance       |                       |                       |                       |                       |
| --------------------------------------- | ------------------ | ------------------ | --------------------- | --------------------- | --------------------- | --------------------- | --------------------- | --------------------- | --------------------- |
| Elérhetőség                             | 2022 óta           | 2022 óta           | 2022 óta              | 2022 óta              | 2022 óta              |                       |                       |                       |                       |
| Az akkumulátor kapacitása (használható) | 65 kWh (63 kWh)    | 65 kWh (63 kWh)    | 90 kWh (87 kWh)       | 90 kWh (87 kWh)       | 90 kWh (87 kWh)       | 90 kWh (87 kWh)       | 90 kWh (87 kWh)       | 90 kWh (87 kWh)       | 90 kWh (87 kWh)       |
| Hatótávolság (WLTP)                     | 360 km             | 340 km             | 500 km                | 460 km                | 400 km                |                       |                       |                       |                       |
| Teljesítmény                            | 160 kW             | 205 kW             | 178 kW                | 225 kW                | 290 kW                |                       |                       |                       |                       |
| Nyomaték                                | 300 Nm             | 560 Nm             | 300 Nm                | 600 Nm                | 600 Nm                |                       |                       |                       |                       |
| Gyorsulás (0-100 km/óráig)              | 7,5 mp             | 5,9 mp             | 7,6 mp                | 5,7 mp                | 5,1 mp                |                       |                       |                       |                       |
| Maximális sebesség                      | 160 km/óra         | 200 km/óra         | 160 km/óra            | 200 km/óra            | 200 km/óra            |                       |                       |                       |                       |
| DC gyorstöltési (DCFC) sebesség         | 130 kW             | 130 kW             | 130 kW                | 130 kW                | 130 kW                |                       |                       |                       |                       |
| Fedélzeti töltési sebesség              | 7,4 kW             | 7,4 kW             | 22 kW                 | 22 kW                 | 22 kW                 |                       |                       |                       |                       |
| Csomagtér                               | 468 liter          | 415 liter          | 468 liter             | 415 liter             | 415 liter             |                       |                       |                       |                       |

## Koncepcióautók

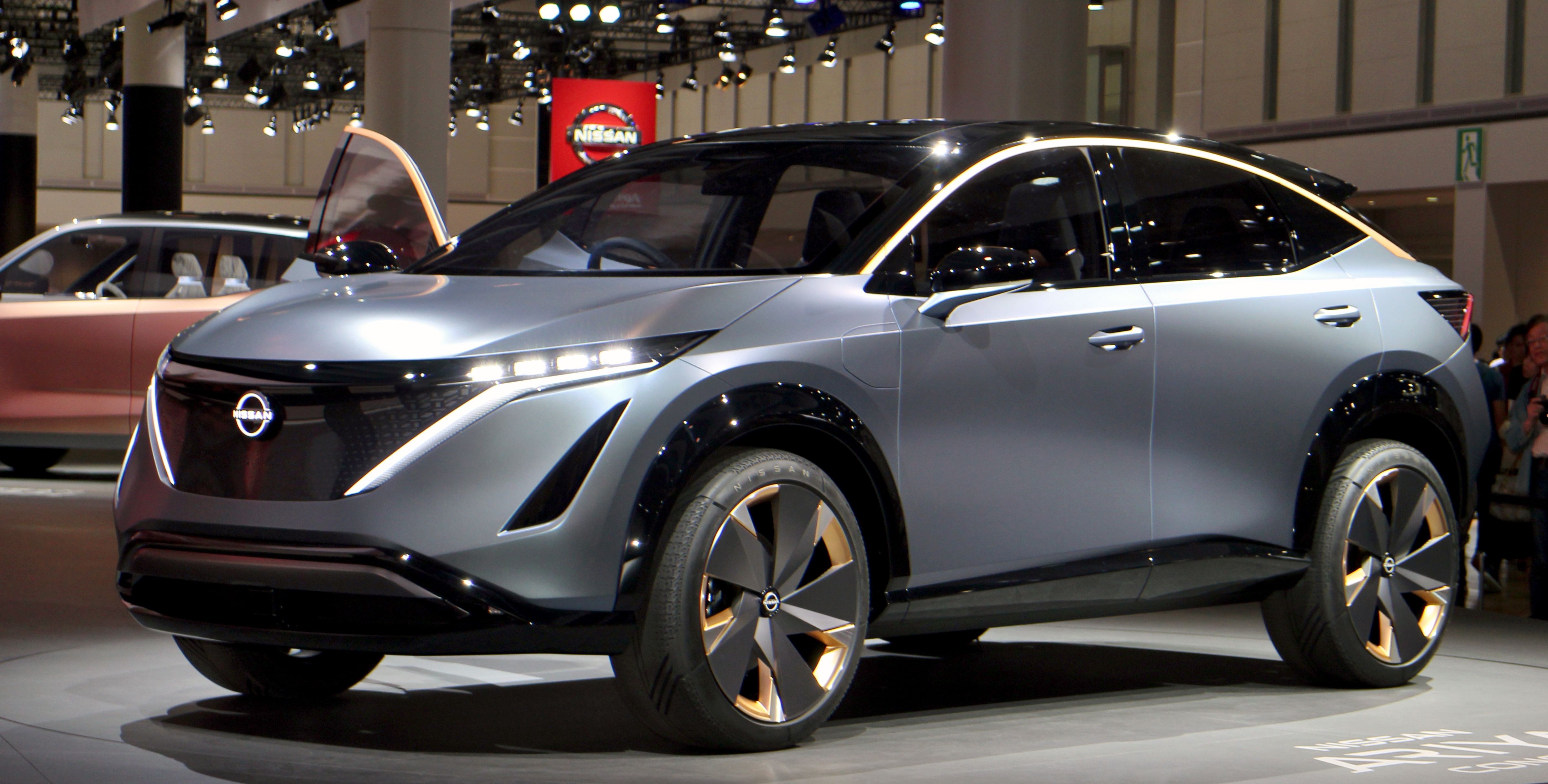
Ariya Concept (elölnézetből)

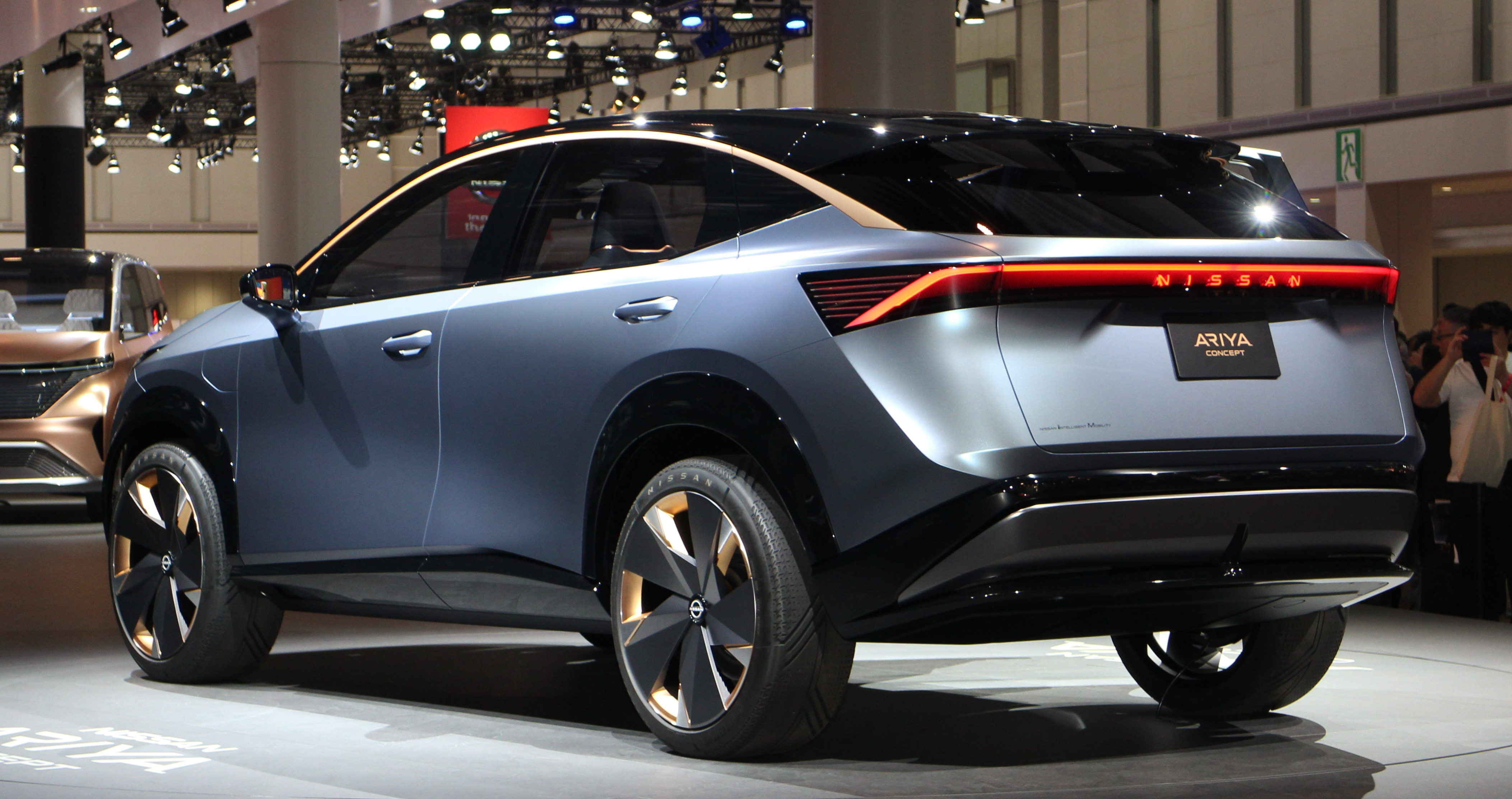
Ariya Concept (hátulnézetből)

A Nissan Ariya koncepcióautót 2019. október 24-én mutatták be a 2019-es Tokiói Autószalonon. Ez egy 4,6 méter hosszú, 100%-ban elektromos kupé SUV koncepcióautó. A koncepcióautót 21 colos felnikkel, LED-es fényszórókkal és a hűtőrácson megvilágított logóval látták el, amely maga is a Nissan dizájnjára jellemző nagy "V" betű formáját ölti. Belül a műszerfal két 12,3 hüvelykes képernyővel van felszerelve, amelyek egy nagy képernyőt alkotnak, amelyekről a ProPilot 2.0, a Nissan vezetőtámogató rendszerének második generációja vezérelhető. A gyártó nem adott tájékoztatást a gyártási Ariya-ban használandó akkumulátor kapacitásáról, de jelezte, hogy a szabványos CHAdeMO-val kompatibilis egyenárammal (DC) fogják újratölteni. 5,1 másodperc alatt gyorsul nulláról 100 kilométer/órára. Az Ariya támogatja a CCS szabványt az Egyesült Államokban és Európában.

### Ariya Single Seater Concept

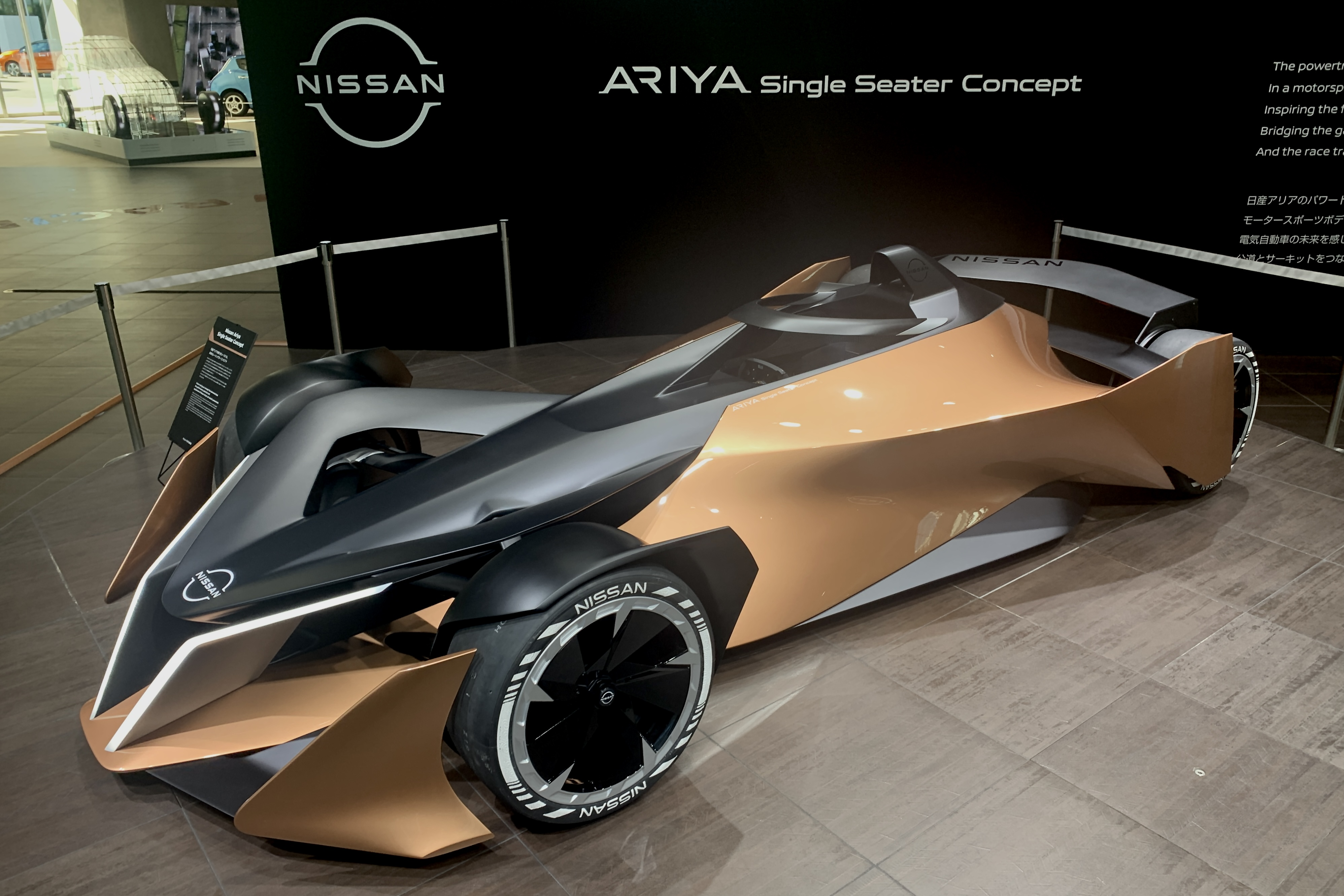
Ariya Single Seater Concept

Az Ariya Single Seater Concept 2021 decemberében került bemutatásra a gyártó Futures rendezvényének részeként. A koncepcióautó, amely a Formula E versenyeken használthoz hasonló, teljesen elektromos motorsport jármű bemutatója, hajtásláncát az Ariya SUV-val osztja meg. A koncepció számos dizájnjegyet is osztozik SUV megfelelőjével, beleértve a megvilágított „V” alakot az elején és az általános formát, amely a Nissan szerint „úgy néz ki, mintha maga a levegő formálta volna”. Tommaso Volpe, a gyártó globális motorsport-igazgatója kijelentette, hogy az Ariya Single Seater Concept „erőteljes demonstrációja annak, milyen izgalmasak lehetnek az elektromos járművek”.

## Fordítás
Ez a szócikk részben vagy egészben  a   Nissan Ariya című angol Wikipédia-szócikk ezen változatának fordításán alapul.  Az eredeti cikk szerkesztőit annak laptörténete sorolja fel. Ez a jelzés csupán a megfogalmazás eredetét és a szerzői jogokat jelzi, nem szolgál a cikkben szereplő információk forrásmegjelöléseként.